# Dứa thơm
Dứa thơm hay còn gọi là lá dứa, lá nếp (phân biệt với thơm (cây cho quả giả ăn được, có nhiều mắt)) (danh pháp khoa học: Pandanus amaryllifolius) là loài thực vật thân thảo miền nhiệt đới dùng làm gia vị trong ẩm thực Đông nam Á như Việt Nam, Thái Lan, Mã Lai Á, Nam Dương và Philippines, nhất là trong những món quà ngọt tráng miệng.
Lá cây dứa thơm hình dài, hẹp và thẳng như lưỡi gươm tụm lại ở gốc như nan quạt. Lá dứa được dùng ở dạng tươi hoặc đông lạnh. Mùi thơm đặc trưng của nó là do hợp chất thơm 2-Acetyl-1-pyrroline, có thể được ướp thơm cho các loại lúa gạo và lúa mì trong ẩm thực.

## Hình ảnh

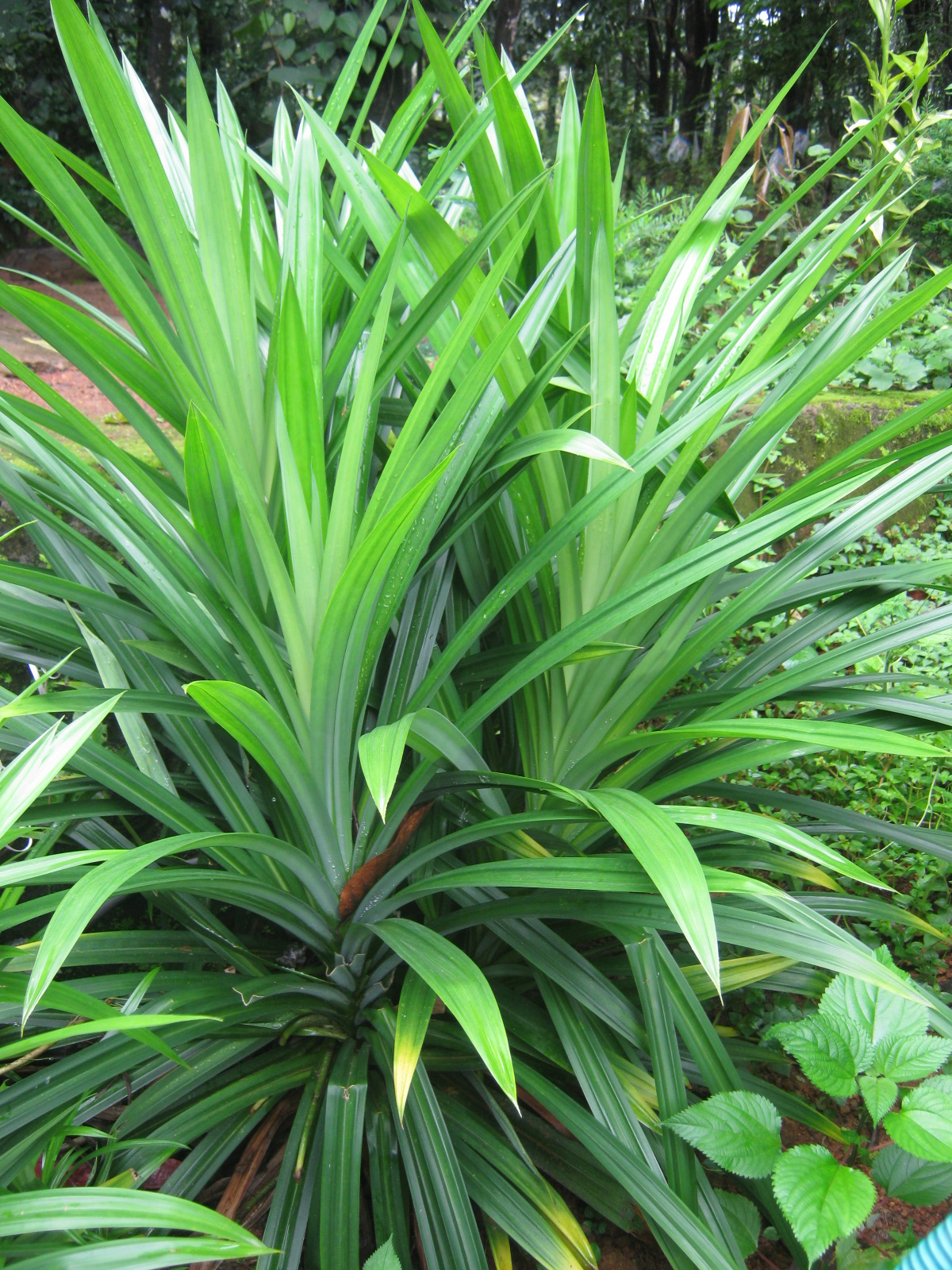
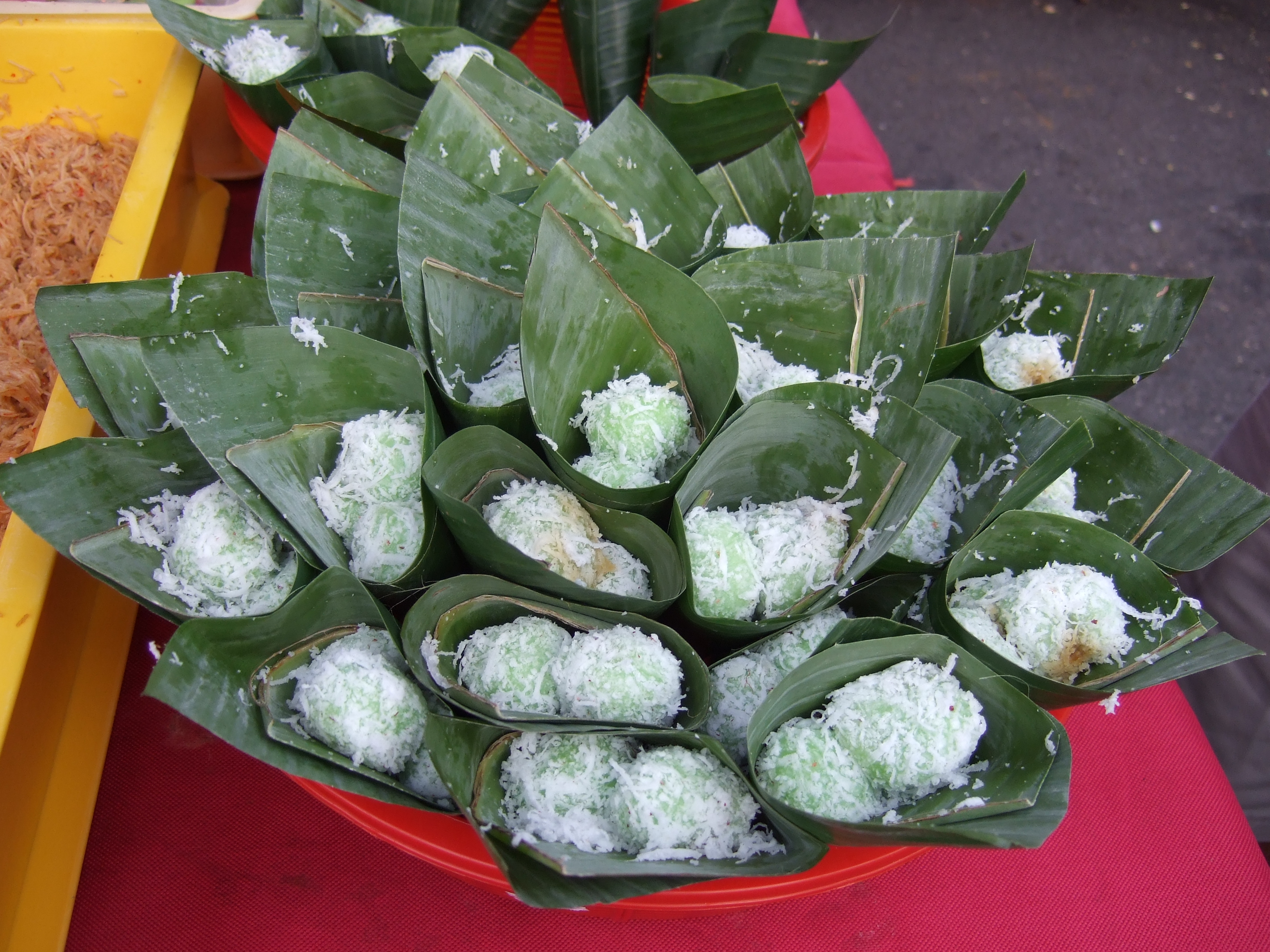
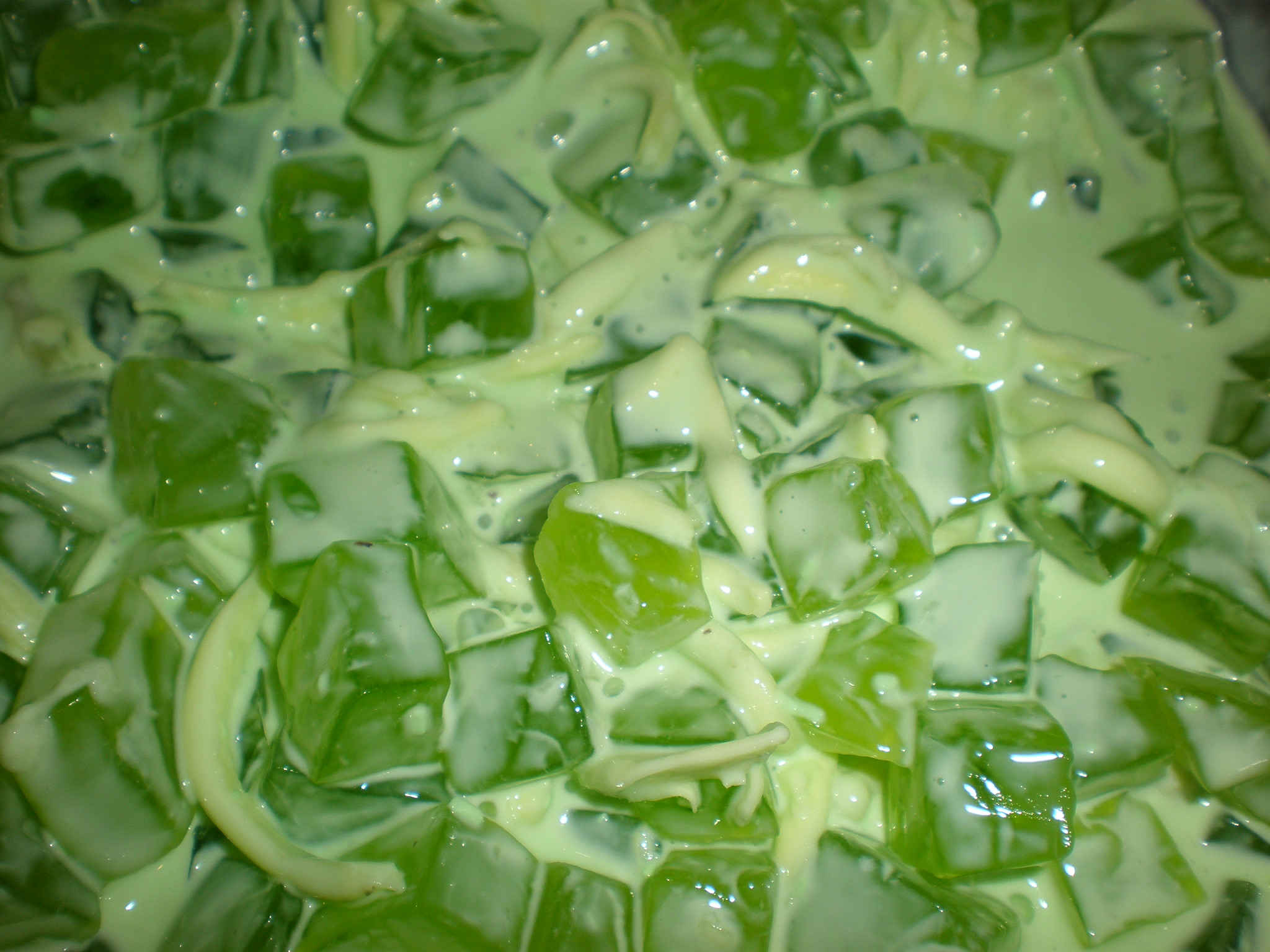
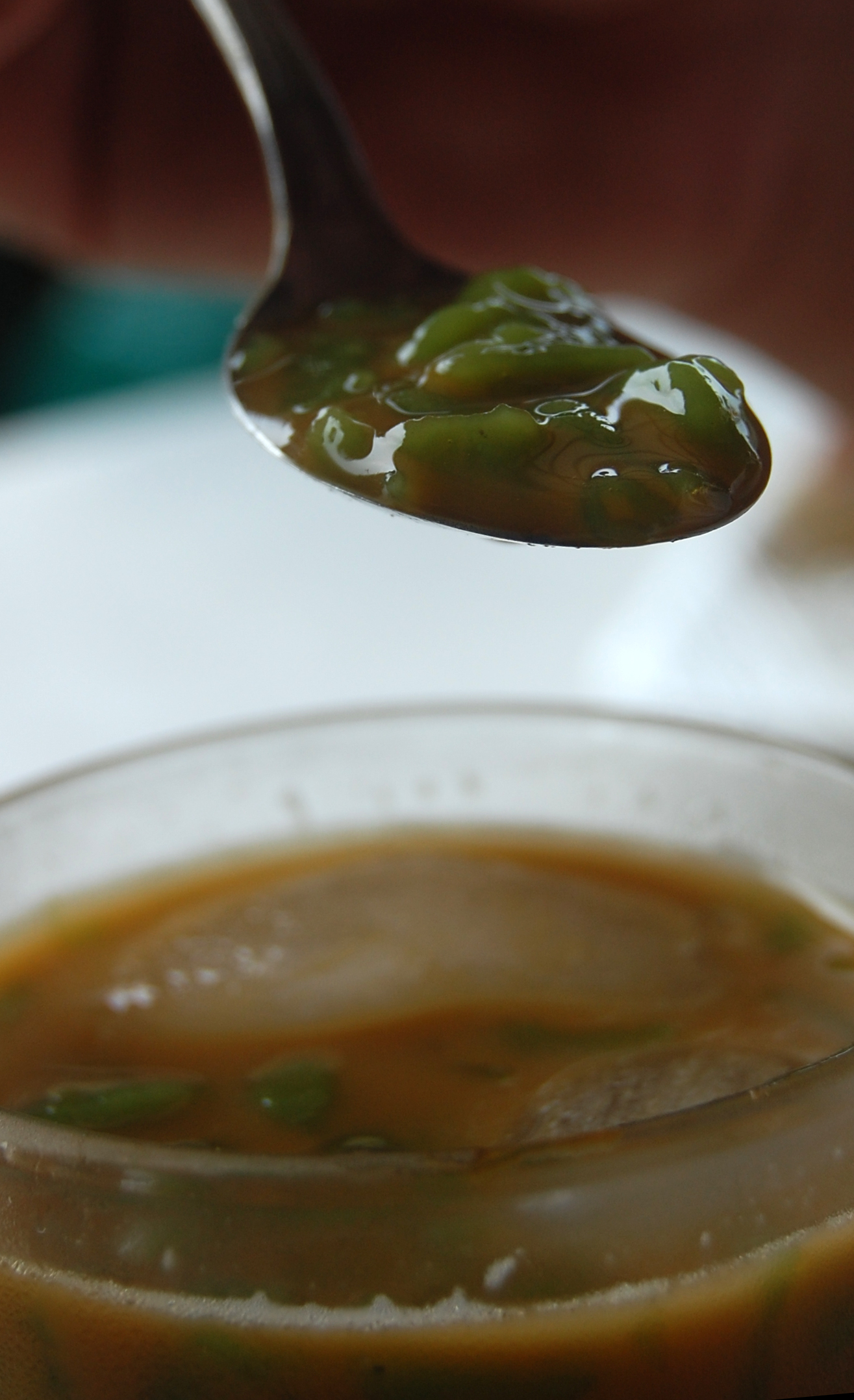